# Plecopterodes moderata
Plecopterodes moderata är en fjärilsart som beskrevs av Hans Daniel Johan Wallengren 1860. Plecopterodes moderata ingår i släktet Plecopterodes och familjen nattflyn. Inga underarter finns listade i Catalogue of Life.